# Skybird
«Skybird» es una composición en dos partes compuesta por Neil Diamond para la banda sonora de la película de 1973, Juan Salvador Gaviota. La versión instrumental de la canción aparece como la quinta canción del álbum. La versión vocal fue publicada el 13 de febrero de 1974 como el segundo y último sencillo de la banda sonora.

## Recepción de la crítica
Un escritor no especificado de la revista Cash Box comentó: “La poderosa interpretación de su composición es una que a la mayoría de las estaciones de pop y MOR les resultará imposible dejar pasar después de un solo giro. Los oyentes deberían sentir lo mismo”. Un escritor no especificado de la revista Billboard elogió la “línea melódica contagiosa reforzada por un gran sonido orquestal sinfónico” y el “fondo de guitarra, batería y bajo sutil pero impresionante en el arreglo”.

## Lista de canciones
Todas las canciones escritas y compuestas por Neil Diamond.
1. «Skybird» – 2:18
2. «Lonely Looking Sky» – 3:12

## Posicionamiento
| Gráfica (1974)                            | Pico de posición |
| ----------------------------------------- | ---------------- |
| Australia (Kent Music Report)             | 74               |
| Canadá (RPM Top Singles)                  | 43               |
| Canadá (RPM Pop Music Playlist)           | 12               |
| Estados Unidos (Billboard Hot 100)        | 75               |
| Estados Unidos (Billboard Easy Listening) | 24               |
| Países Bajos (Nederlandse Top 40)         | 13               |
| Países Bajos (Single Top 100)             | 6                |